# عزلة بني محمد (مأرب)

تعديل مصدري - تعديل

عزلة بني محمد هي إحدى عزل مديرية بدبدة في محافظة مأرب اليمنية ويبلغ تعداد سكانها 1483 نسمة حسب التعداد السكاني في اليمن لعام 2004.